# Metapenaeopsis lindae
Metapenaeopsis lindae is een tienpotigensoort uit de familie van de Penaeidae. De wetenschappelijke naam van de soort is voor het eerst geldig gepubliceerd in 1988 door R.J.G. Manning.